# Noohalk Mountain
Noohalk Mountain är ett berg i Kanada.   Det ligger i provinsen British Columbia, i den sydvästra delen av landet, 3 700 km väster om huvudstaden Ottawa. Toppen på Noohalk Mountain är 2 084 meter över havet, eller 415 meter över den omgivande terrängen. Bredden vid basen är 2,5 km.
Terrängen runt Noohalk Mountain är huvudsakligen mycket bergig.Trakten runt Noohalk Mountain är nära nog obefolkad, med mindre än två invånare per kvadratkilometer.. Närmaste större samhälle är Bella Coola, 9,4 km nordväst om Noohalk Mountain.
Trakten runt Noohalk Mountain består i huvudsak av gräsmarker.